# Huy hiệu Vì nghĩa vụ quốc tế

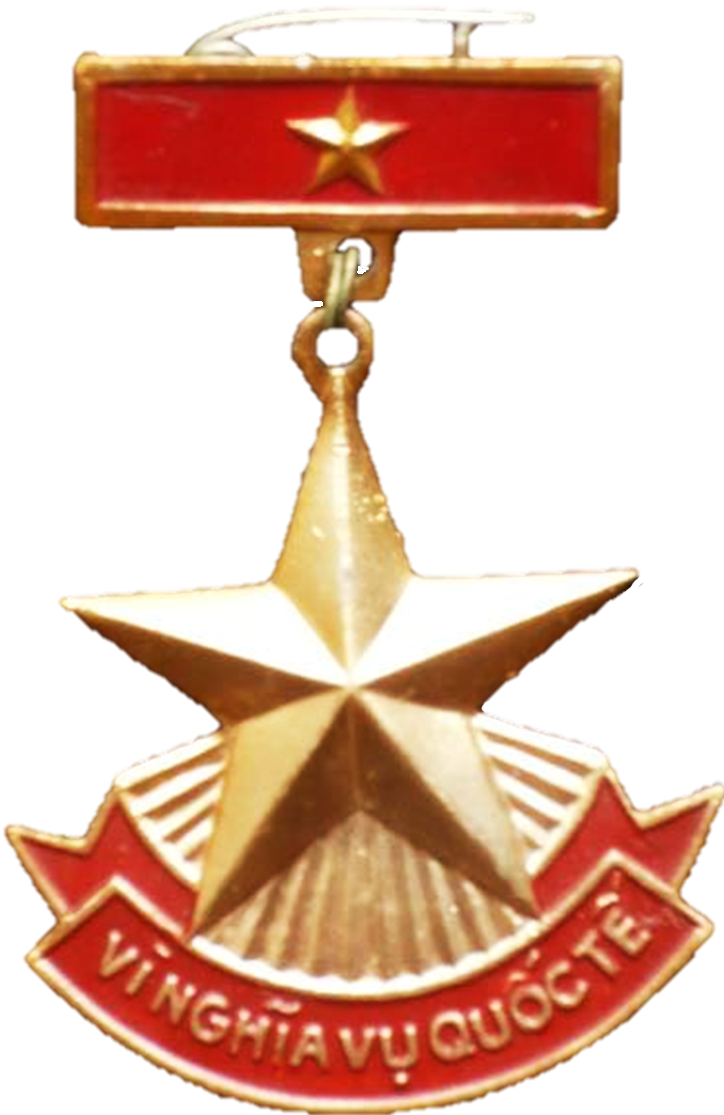
Huy hiệu Vì nghĩa vụ quốc tế ở Campuchia.

Huy hiệu Vì nghĩa vụ quốc tế là một huy hiệu của nhà nước Cộng hòa Xã hội chủ nghĩa Việt Nam trao tặng, truy tặng cho những cựu chiến sĩ, cán bộ quân đội hoặc công an, chuyên gia của Việt Nam, hay liệt sĩ đã tham gia chiến tranh biên giới Việt Nam – Khmer Đỏ và giúp đỡ, xây dựng chính quyền Campuchia mới.
Đây là một phần thưởng vinh dự của Đảng Cộng sản Việt Nam và nhà nước Việt Nam nhằm ghi nhận sự đóng góp, giúp đỡ chính quyền Campuchia từ trong giai đoạn từ năm 1979 đến năm 1989.